# Коулман, Уильям
Уи́льям Э́мметт Ко́улман (англ. William Emmette Coleman; 19 июня 1843, Shadwell, Виргиния — 4 апреля 1909, Аламида, Калифорния) — американский востоковед, публицист, писатель-драматург и общественный деятель.

## Биография
Родился 19 апреля 1843 года в Шадвелле, штат Виргиния. 
В одиннадцатилетнем возрасте оставил школу и в 1854—1857 годах являлся помощником библиотекаря Ричмондской публичной библиотеки.
В 1867 году генерал Джон Макаллистер Скофилд назначил его офицером по особым поручениям округа Скотт штата Виргиния, а затем председателем регистрационной комиссии округа Бланд. В 1869 году стал помощником главного делопроизводителя генерала Эдвард Кэнби, а в 1883 году был назначен главным делопроизводителем квартирмейстера форта Сан-Франциско.
Был членом Американского востоковедческого общества и Королевского азиатского общества Великобритании и Ирландии.
Умер 4 апреля 1909 года в Аламиде, штат Калифорния.

## Общественно-публицистическая деятельность
Большое влияние на Коулмана оказало посещение в воскресенье 5 сентября 1875 года Джейн-холла в Филадельфии, где состоялись дебаты на тему «Опровергает ли природа Бога Библии?». После этого он больше никогда не приходил на подобные мероприятия. Однако оставшееся чувство неудовлетворённости ответами, прозвучавшими в ходе обсуждения, Коулман решил к следующему воскресному дню он сможет подготовить более весомые и влиятельные доводы и факты. В дальнейшем он опубликовал свои размышления на этот счёт в журнале Truthseeker Tracts в статье «Библейский Бог опровергнут природой», положившей начало его публицистической деятельности.
Вскоре после переезда в Левенуэрт, штат Канзас, из Филадельфии Коулман написал и опубликовал в Truth Seeker Tracts работы «Отношения Иисуса, Яхве и Девы Марии» и «Кем был Иисус Христос?». Кроме того, в том же журнале он опубликовал статью «Сто одна причина, почему я не христианский спиритуалист», в которой подробнейшим образом представил два взгляда на христианство — рационалистическое и спиритуалистическое.
В июле 1876 года был избран представителем Столетнего конгресса либералов в Филадельфии и стал членом-учредителем Национальной либеральной лиги. А в 1879 году его избрали президентом Ливенвортской лиги. В том же году в Ливенвортской академии наук Коулман прочитал три лекции посвящённые дарвинизму и эволюции человека, две лекции про спектральный анализ и ещё одну о сходствах между биологической и лингвистической эволюциями.
В начале 1890-х годов он стал увлекаться востоковедением, включая древности, литературу, религии и языки таких стран, как Аравия, Ассирия, Вавилон, Египет, Индия, Иудея, Китай и Персия. Кроме того, в область его интересов стали входить сравнительное богословие, сравнительная мифология и сравнительное языкознание.
С первых лет появления и распространения Е. П. Блаватской и её последователями теософии, Коулман скептически отнёсся ко всему этому, при любом удобном случае настаивая на том, что все представленные ими чудеса магии не более чем ловкость рук. Кроме того, он опубликовал несколько критических работ, в которых доказывал, что идеи и цитаты Блаватской представляют собой плагиат из других источников. В статье «Источники писаний мадам Блаватской», вышедшей в качестве приложения к полемической книге В. С. Соловьёва «Современная жрица Изиды» 1895 года, Коулман наглядно показал, что публикация Блаватской «Разоблачённая Изида» в значительной степени представляет плагиат и включает целый список недостоверных источников. Кроме того, он утверждал, что работал над книгой, которая должна была разоблачить настоящие источники её «Книги Дзиан», однако все черновики погибли во время землетрясения в Сан-Франциско в апреле 1906 года, поэтому книга так никогда и не была издана.

## Личная жизнь
С одиннадцати лет увлекался драматургией. В 1862 году получил место с театре Ричмонда. Подготовил для сцены несколько пьес в виде драматургических переработок романов, самым известным из которых стал «Ист-Линн» Эллен Вуд, который был признан в СМИ наилучшей театральной адаптацией произведения. В 1865—1866 годах являлся еженедельным корреспондентом нью-йоркских журналов Clipper и Mercury.
С шестнадцати лет увлекался спиритуализмом, со временем стал радикальным спиритуалистом-нехристианином. Являлся сторонником органической эволюции, считая её созвучной рационалистическому спиритуализму. Был противником рабства и сторонником Уильяма Ллойда Гаррисона, выступал за всеобщее избирательное право, тюремную реформу, реформы трезвости и за полное отделение церкви от государства.
В 1871 году женился на Уилмот Бутон из Нью-Йорка, которая умерла в 1882 году.

## Публикации
- Coleman W. E. The Bible God Disproved by Nature // Truth Seeker Tracts. — № 55.
- Coleman W. E. Relationship of Jesus, Jehovah, and Virgin Mary // Truth Seeker Tracts. — № 79.
- Coleman W. E. One Hundred and One Reasons Why I am not a Christian Spiritualist // Truth Seeker Tracts. — № 79.
- Coleman W. E. Who was Jesus Christ? // Truth Seeker Tracts. — № 129.
- Coleman W. E. The Frauds of Madame Blavatsky // The Summerland, 18.04.1891. P. 2.
- Coleman W. E. Blavatsky Unveiled (памфлет составленный из статьей, ранее опубликованных под заголовком "Spiritualism and Wisdom Religion" в журнале Carrier Dove. 1892. Vol. VIII и IX.)
- Coleman W. E. Critical Historical Review of The Theosophical Society // The Religio-Philosophical Journal, 16.09.1893. — P. 264—266.
- Appendix C. Coleman W. E. The Sources of Madame Blavatsky's Writings // Solovyoff V. S. A Modern Priestess of Isis. — London: Longmans, Green, and Co., 1895. — P. 353—366.